# Теннесси Тайтенс
Теннесси́ Та́йтенс (англ. Tennessee Titans) — профессиональный клуб по американскому футболу из города Нашвилл в штате Теннесси, выступающий в Национальной футбольной лиге. Команда была основана в 1959 году.

## Названия
- Хьюстон Ойлерз (1960—1996)
- Теннесси Ойлерз (1997—1998)
- Теннесси Тайтенс (1999—настоящее)

## Достижения
Победители чемпионата лиги (2)
- Победители чемпионата АФЛ (2)
  - 1960, 1961

Победители конференции (1)
- АФК: 1999

Победители дивизиона (8)
- Восток АФЛ: 1960, 1961, 1962, 1967
- Центр АФК: 1991, 1993, 2000
- Юг АФК: 2002

## Известные игроки
- Джейсон Маккорти